# Hypotrachyna colensoica
Hypotrachyna colensoica är en lavart som beskrevs av Hale, T. H. Nash & Elix. Hypotrachyna colensoica ingår i släktet Hypotrachyna och familjen Parmeliaceae.   Inga underarter finns listade i Catalogue of Life.